# آندولوفوتسی
آندولوفوتسی (به لاتین: Andolofotsy) یک منطقهٔ مسکونی در ماداگاسکار است که در میاریناریوو واقع شده‌است. آندولوفوتسی ۲۱٬۰۰۰ نفر جمعیت دارد و ۱٬۰۱۹ متر بالاتر از سطح دریا واقع شده‌است.